# Marienkirche (Klagenfurt am Wörthersee)

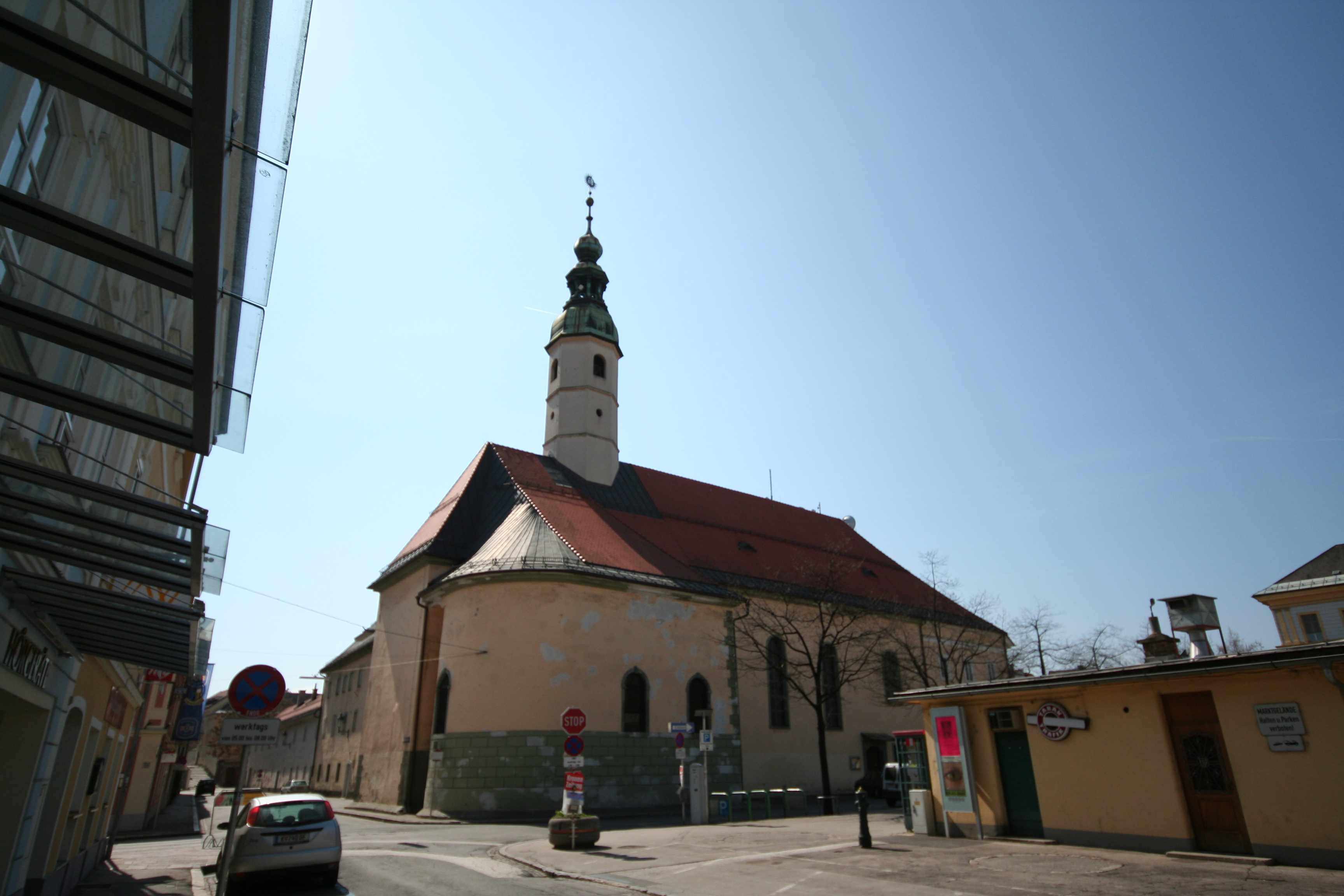
Marienkirche am Benediktinerplatz

Die römisch-katholische Marienkirche in Klagenfurt am Wörthersee am Benediktinerplatz wurde 1624 geweiht und gehört zum gleichzeitig erbauten Franziskanerkloster, das später von den Benediktinern betreut wurde. Nach ihnen heißt der angrenzende Platz Benediktinerplatz, die Kirche früher Benediktinerkirche.

## Geschichte
Die heutige Marienkirche wurde 1613 von den katholischen Kärntner Landständen mit dem angrenzenden Franziskanerkloster gegründet. Die Weihe des Klosters fand 1617 statt. Die Kirche stammt von Adam Kolnig und Johann Baptist Klöpfer und wurde 1624 geweiht. Bei einem Brand wurde die Kirche 1636 schwer beschädigt, der Hochaltar zerstört. Den großen Stadtbrand von 1723 überstand die Inneneinrichtung unbeschädigt. 1638 entstand der Turm neu, 1723 wurde er erhöht und mit Zwiebelhelm und Laterne versehen. 1650/51 wurde nordseitig am Chor die Antoniuskapelle angebaut, die von Johann Georg Rosenberg gestiftet worden war. Das Kloster wurde 1672 und 1713 aufgestockt. 
Die Kirche war von 1613 bis 1806 Franziskanerkirche. Von 1807 bis 1903 diente sie als Benediktinerkirche als Klagenfurter Dependance der im Stift St. Paul im Lavanttal ansässigen Benediktiner. Auf die Benediktiner geht die Änderung des Patroziniums zurück. Von 1909 bis 1986 wurde die Marienkirche von den Jesuiten betreut. Derzeitiger Rektor der Marienkirche ist Pavo Dominkovic OFM.

## Baubeschreibung

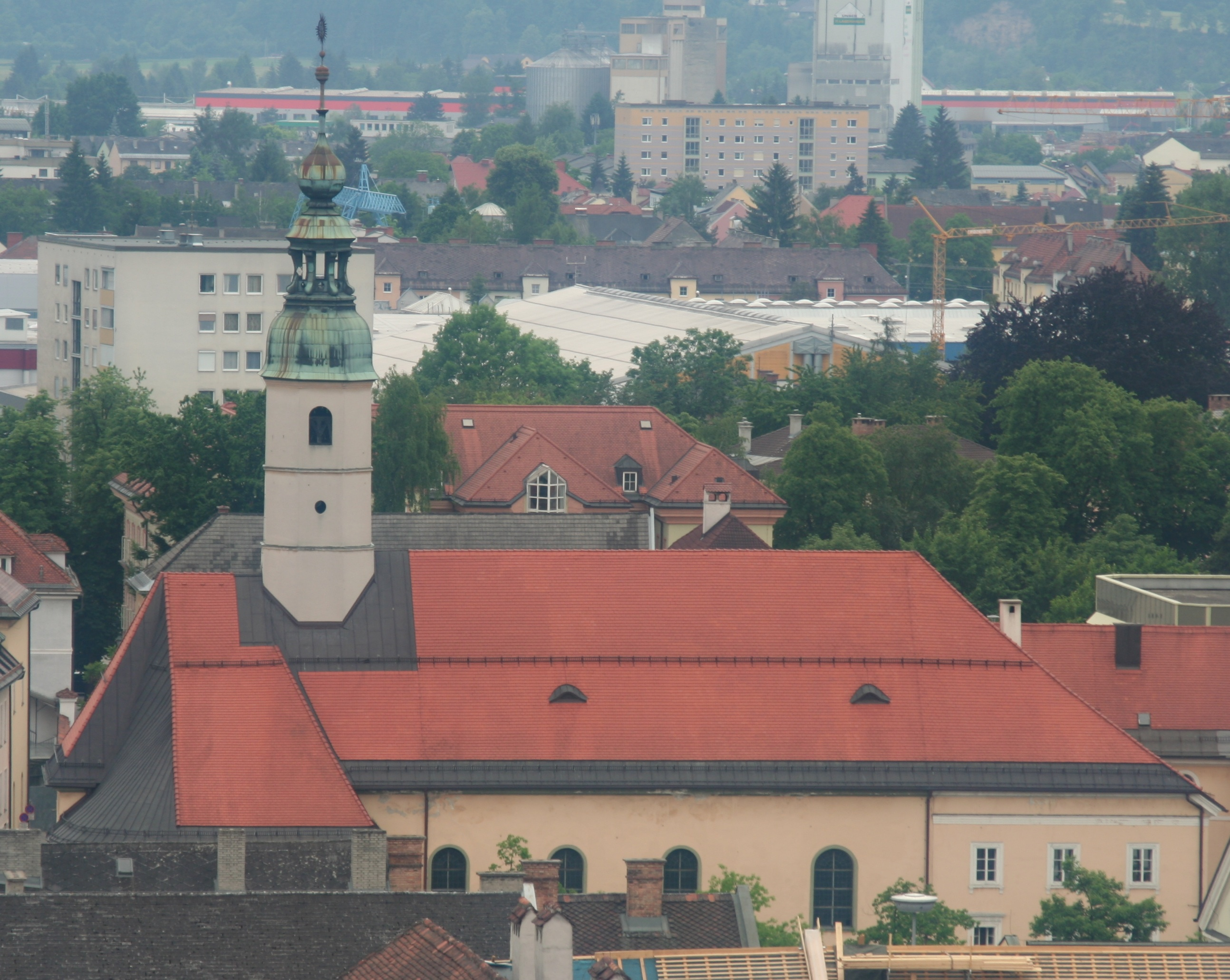
Marienkirche von Norden gesehen

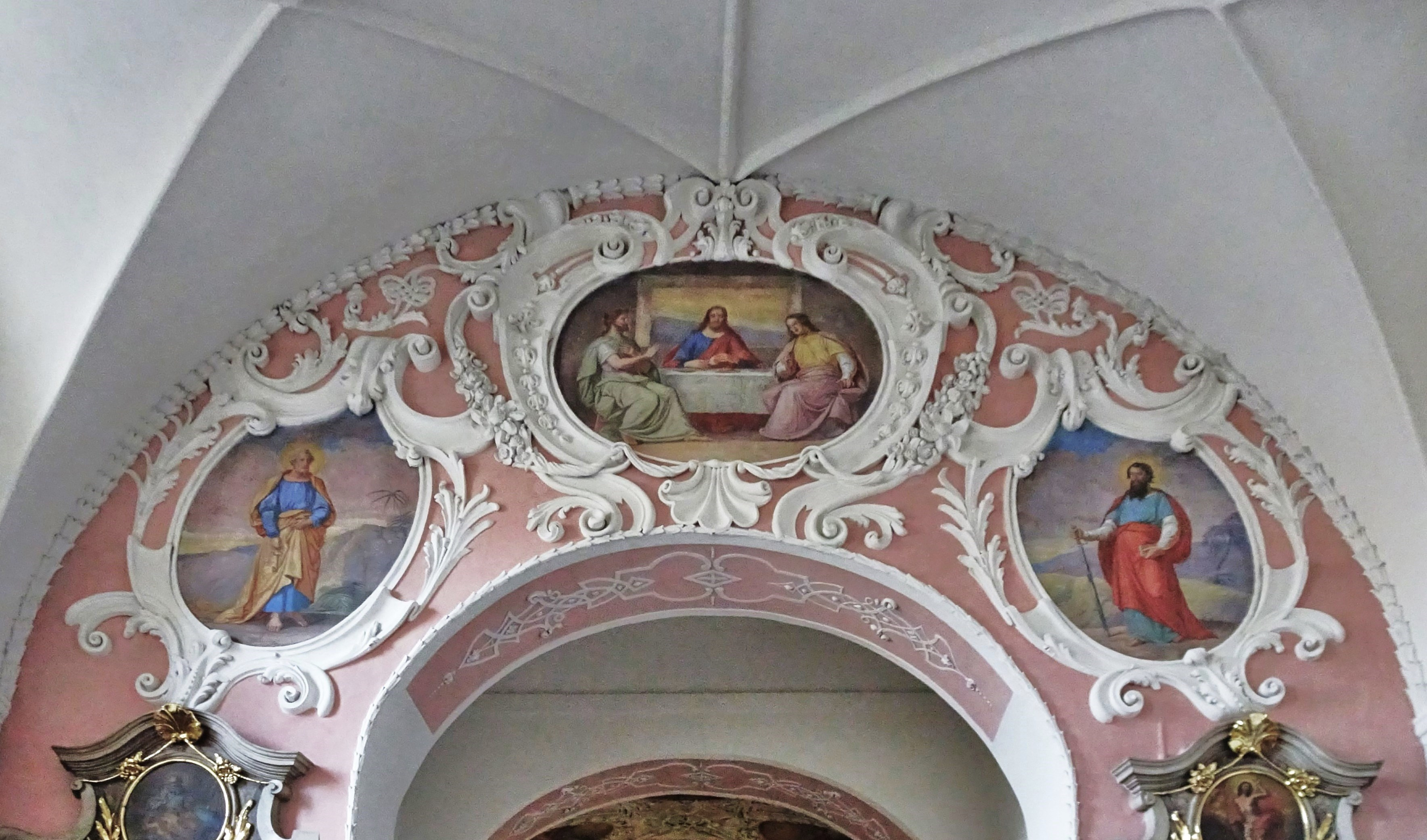
Der Triumphbogen

Die Kirche ist ein einschiffiger, barocker Bau, besitzt ein schmuckloses Äußeres und ist an der Nordseite des Klosterkomplexes angebaut. Der Chorschluss ist gerade. Die Antoniuskapelle besitzt eine Rundapsis. Der achteckige Turm mit kupfernem Zwiebelhelm und Laterne befindet sich zwischen Schiff und Chor. Die Fenster der Kirche sind rundbogig. Zum Benediktinerplatz hin weist die Nordseite mit vier Fenstern, die Antoniuskapelle ragt in den Platz hinein.
Das Langhaus besitzt ein Tonnengewölbe mit Stichkappen, das auf steinernen Konsolen ruht; die Kreuzgrate sind koloriert. An der Triumphbogenwand befinden sich drei barocke Gemälde, die von August Veiter um 1900 erneuert wurden: sie zeigen das Emmausmahl sowie die hll. Petrus und Paulus. Die Bilder sind von schwerem Stuck von Johann Peter Wittini vom Ende des 17. Jahrhunderts umgeben. Gleichartiger Stuck befindet sich im Kreuzgewölbe des Chores, wo sich ein Gemälde der Kirchenväter befindet. Im Gewölbe der Antoniuskapelle ist eine Glorifikation des heiligen Antonius von Johann Kolb (1851) zu sehen, in der Apsisrundung schwebende Engel. Um die Kapellenportale gibt es Stuck aus der Zeit um 1640, der damit der älteste in Klagenfurt erhaltene Stuck ist. Der Stuck ist gekennzeichnet durch Perlstäbe, Palmetten, Rosetten und geflügelte Puttenköpfe. Im Westen der Kirche befindet sich die dreiachsige, tonnenunterwölbte Orgelempore, die auf toskanischen Säulen ruht. Gegen das Langhaus ist sie geschwungen und besitzt Korbbogenöffnungen.

## Ausstattung

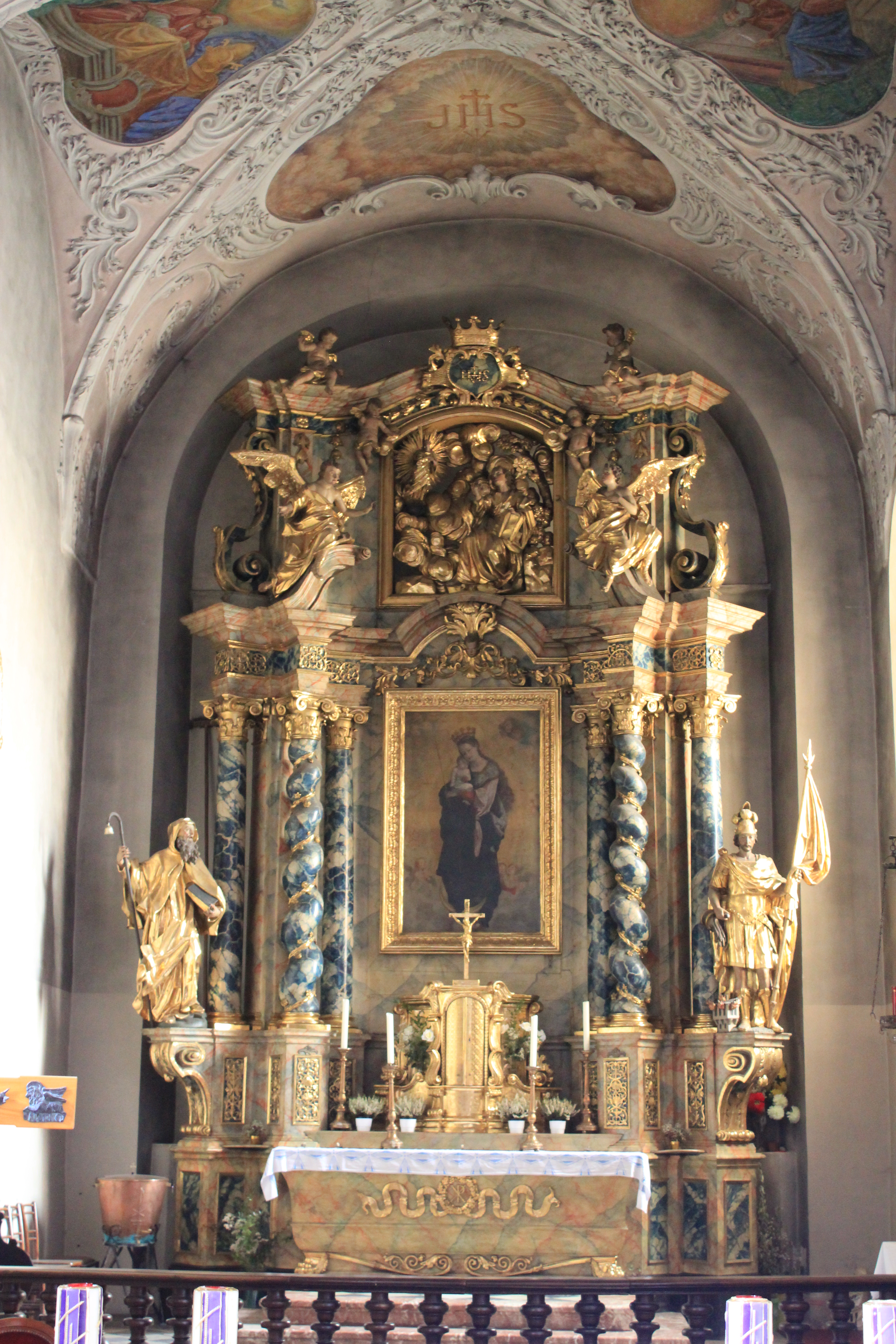
Der Hochaltar

Der Hochaltar befand sich früher in der Antoniuskapelle und stammt von 1747. Er besitzt glatte und gedrehte Säulen, das Altarbild zeigt die Gottesmutter mit Kind und ist eine seitenverkehrte Kopie eines Stiches von Albrecht Dürer. Das Bild befindet sich seit 1706 in der Kirche. Die Seitenfiguren des Altares sind die hll. Antonius Eremita und Florian. Das Obergeschoß des Altars enthält ein Schnitzrelief der Vision des heiligen Johannes auf Patmos.
Die beiden Seitenaltäre von 1738/39 sind gleichartig, sie bestehen aus Stuckmarmor. Das linke Altarblatt zeigt die Heilige Familie und stammt von Ida Culoz (1843), der Aufsatz ein Bild Gottvaters. Auf der Mensa steht ein Bild des heiligen Ignatius. Der rechte Seitenaltar besitzt ein Kreuzigungsbild von Josef Ferdinand Fromiller, das Aufsatzbild zeigt die Auferstehung Christi, auf der Mensa steht ein Gnadenbild der Maria Genazzano (1761). 
Der klassizistische Hochaltar der Antoniuskapelle sowie der Tabernakel stammen von Josef Stauder (1851). Von August Veiter (um 1900) stammt das Altarbild des heiligen Antonius. Die beiden Figuren des heiligen Benedikt und Franziskus stammen von Franz Xaver Renn aus Imst. Die Pietà von Alois Winkler ist von circa 1900. Im Chor befinden sich Bilder der hll. Johannes Nepomuk, Benedikt und Anna mit Kind. 
Die Kanzel (um 1760) trägt an der Brüstung sitzende Propheten in Weißpolimentfassung, der Schalldeckel trägt den Franziskanerheiligen Johannes Capistran und Personifikationen der drei Tugenden, Glaube, Hoffnung und Liebe. Das Orgelgehäuse stammt von 1777. 
Eine große Zahl von Grab- und Gedenksteinen vermittelt einen Überblick über die gehobene Gesellschaft unmittelbar nach der Gegenreformation. Die Kreuzwegbilder stammen wahrscheinlich aus der Schule Fromillers. Ein früher in der Kirche aufgestellte romanisches Standkreuz befindet sich im Diözesanmuseum.

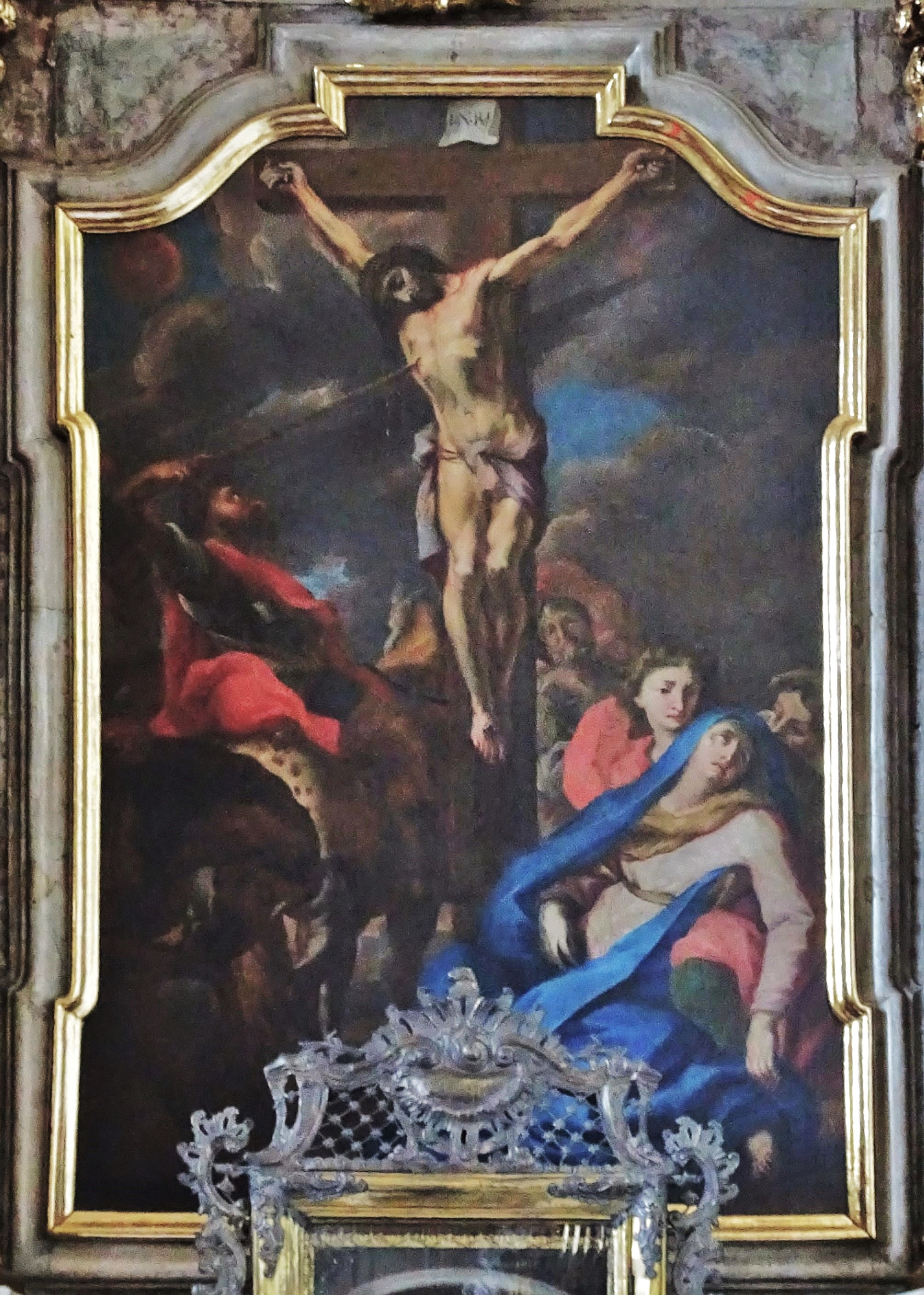
Das Bild des rechten Seitenaltares von Fromiller
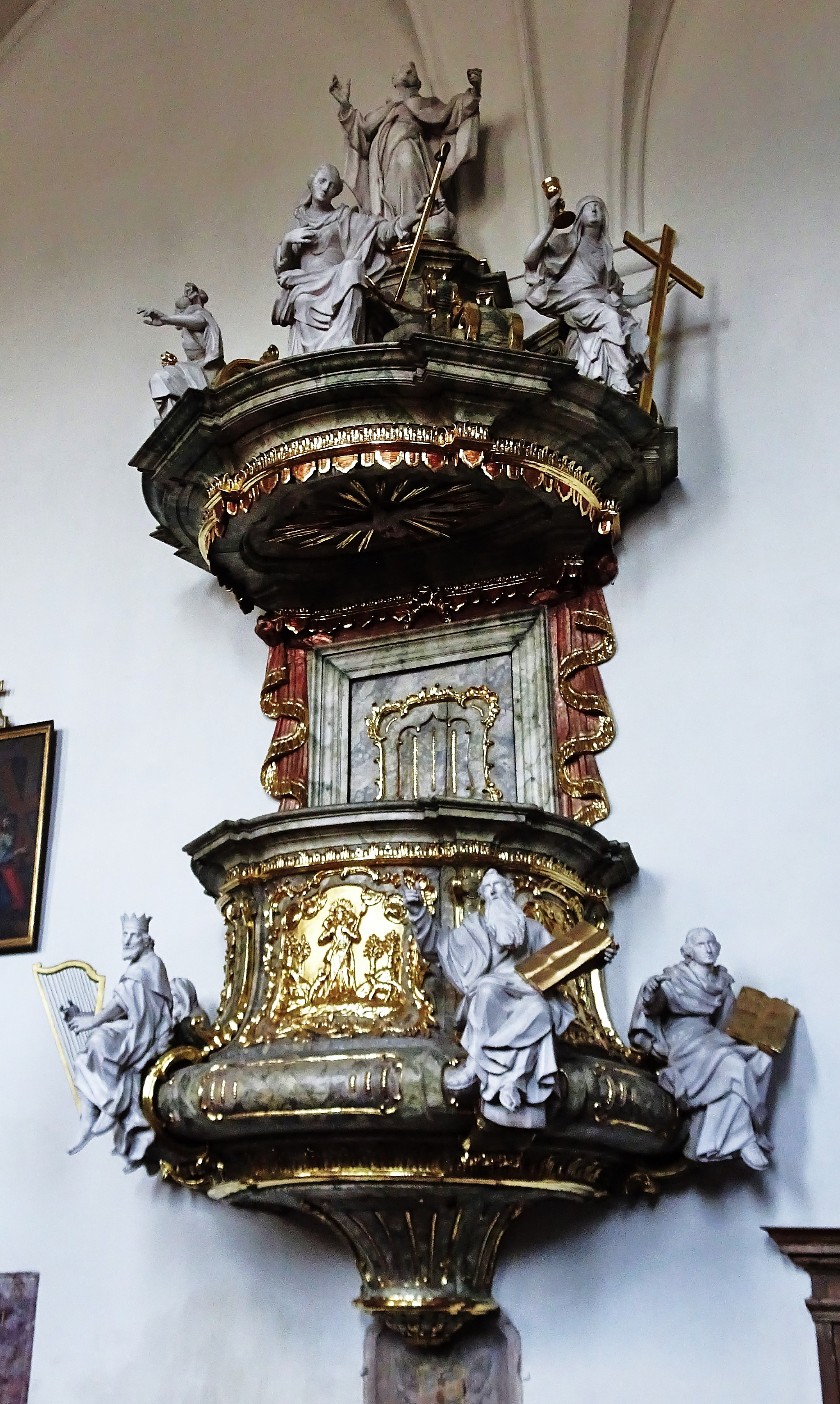
Die Kanzel